# Nesomyrmex antoniensis
Nesomyrmex antoniensis is een mierensoort uit de onderfamilie van de Myrmicinae. De wetenschappelijke naam van de soort is voor het eerst geldig gepubliceerd in 1912 door Auguste Forel.

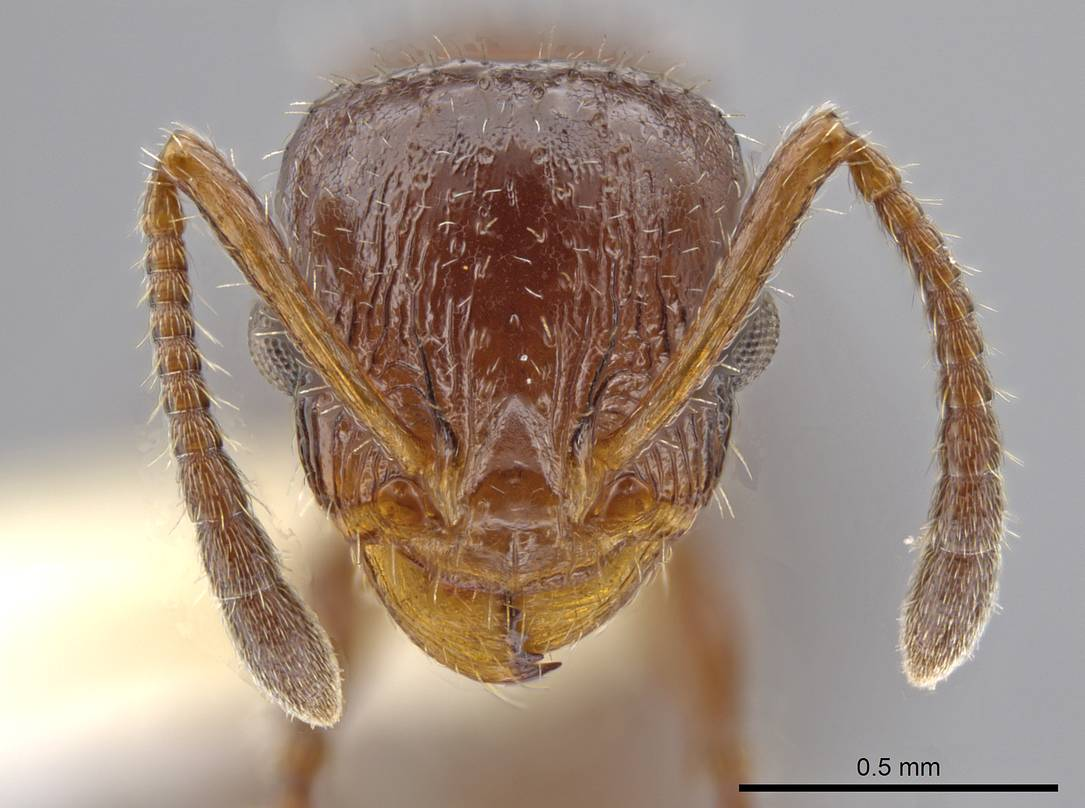
Kop van de Nesomyrmex antoniensis
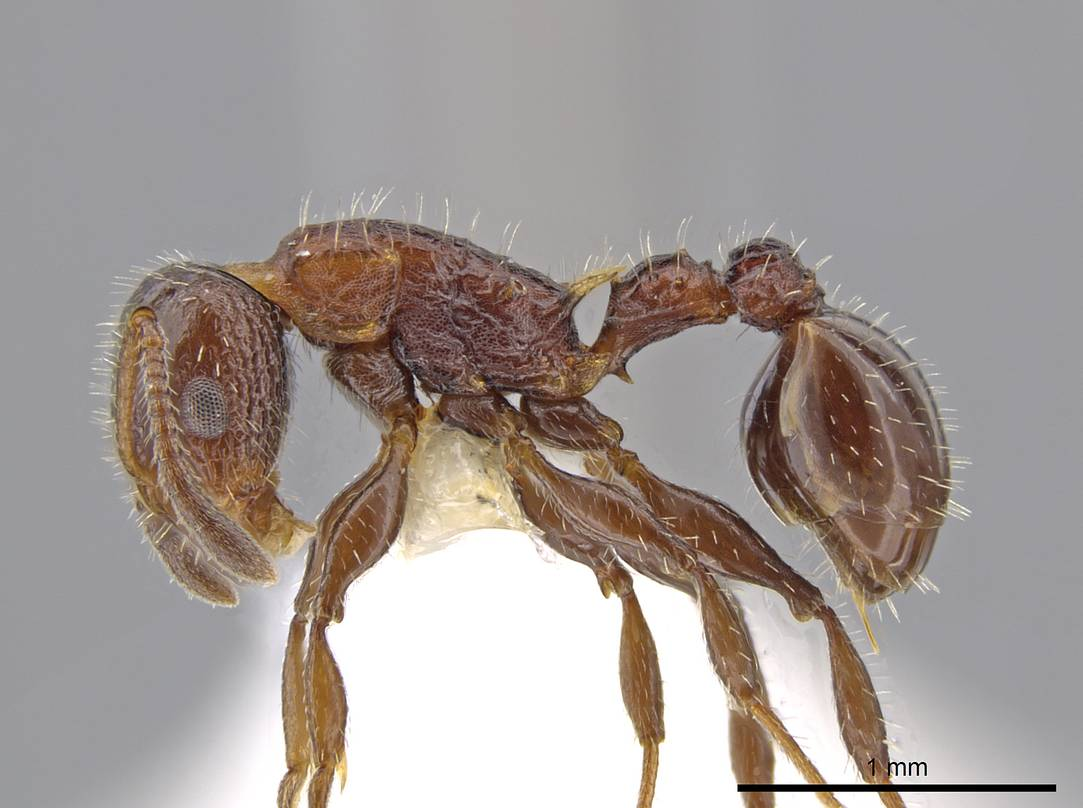
Zijkant van de Nesomyrmex antoniensis